# Attention bandits !
Pour plus de détails, voir Fiche technique et Distribution.
Attention bandits ! est un film français réalisé par Claude Lelouch, sorti en 1987.

## Synopsis
Mozart et trois autres jeunes bandits ont réussi un casse chez Cartier à Paris. Il contacte Verini, afin qu'il écoule les bijoux. Ce dernier accepte, mais, alors qu'il allait partir pour Amsterdam, il reçoit un coup de fil d'un mystérieux personnage qui lui dit détenir sa femme en otage et lui propose de la libérer en échange de la valise des bijoux. Le gangster tue la femme de Verini pendant l'échange.
Ne se sentant plus en sécurité, Verini place sa fille, Marie-Sophie, dans une pension de luxe en Suisse. À son retour en France, Verini est arrêté et condamné à dix ans de prison pour vol. Pendant son incarcération, il fait croire à sa fille qu'il est en déplacement pour affaires au Brésil avec son épouse et lui fait envoyer des cartes postales et des objets souvenirs. Au bout de quelques années, il lui avoue qu'il n'est pas au Brésil mais en prison, puis plus tard que sa mère est morte tragiquement.
À sa sortie de prison, Verini n'a qu'une idée en tête : se venger. Il cherche le coupable et ne pense qu'à cela en se faisant aider par sa fille. Il pense d'abord à Mozart ou l'un de ses trois complices, mais n'a aucune preuve. C'est la femme du tueur aujourd'hui séparée de ce dernier qui finit par se confier à Verini. Il s'agit d'un hôtelier installé en Bourgogne. Verini décide d'aller sur place, mais auparavant, il emmène sa fille Marie-Sophie se recueillir dans son ancienne propriété où est enterrée sa femme en secret. Ils demandent donc l'autorisation d'aller et venir dans la propriété, ce qu'on les laisse faire, mais les maîtres des lieux, intrigués, se rendent ensuite sur le lieu de recueillement, déterrent le cadavre et préviennent la police. En Bourgogne, Verini, accompagné de sa fille et de son ami Tonton, trouve les assassins de sa femme et les tue. À son retour à Paris, la police procède à son arrestation.
Pendant son nouveau séjour en prison, sa fille Marie-Sophie lui rend visite en compagnie de son fiancé qui vient pour participer à un concours hippique. Lors d'une réception, elle rencontre Mozart qui lui propos un marché d'apparence farfelue : « Si je fais évader votre père, m'épouserez-vous ? » Elle accepte.
Ce jour-là, Mikhaïl Gorbatchev doit assister à une représentation à l'Opéra de Paris en compagnie de François Mitterrand. Mozart téléphone à la sécurité du théâtre, prétextant que le plafond est miné et que, si Verini n'est pas libéré, il va faire tout sauter. Le coup de bluff fonctionne et Verini est libéré. Se rendant compte de l'idiotie de sa promesse, Mozart la rend à Marie-Sophie, qui accepte néanmoins de se mettre en ménage « à l'essai » avec lui, tandis que Verini part se cacher en Allemagne.

## Fiche technique
- Réalisation : Claude Lelouch, assisté d'Alain Maline
- Photographie : Jean-Yves Le Mener
- Décors : Jacques Bufnoir
- Montage : Hugues Darmois, Sophie Bhaud
- Costumes : Framboise Maréchal
- Musique : Francis Lai
- Pays de production :  France
- Genre : drame
- Durée : 104 minutes
- Dates de sortie :
  - France, Suisse romande : 3 juin 1987
  - Belgique : 5 août 1987

## Distribution
- Jean Yanne : L'expert (Simon Verini)
- Marie-Sophie L. : La princesse (Marie-Sophie)
- Patrick Bruel : Mozart
- Charles Gérard : Tonton
- Corinne Marchand : La sainte femme (Nanouchka)
- Hélène Surgère : la directrice de l’institution
- Edwige Navarro : Marie-Sophie, adolescente
- Françoise Bette
- Jean-Claude Bourbault
- Christine Barbelivien : Françoise Verini
- Jean-Michel Dupuis
- Olivier Cruveiller
- Xavier Maly
- Anouchka
- Gunilla Karlzen
- Eugène Berthier
- Raoul Billerey
- Michel Amphoux
- Mireille Audibert
- Hervé Briaux
- Eric Denize
- Bernard Freyd
- Jean-Claude Frissung
- Jean-Jacques Lagarde
- Jean-Claude Leguay
- Martine Lelouch
- Alain Ollivier
- Dimitri Radochevitch
- Bernard Spiegel
- Catherine Wilkening
- Florence Moncorgé-Gabin

## Sortie et accueil
Le long-métrage connaît de bonnes critiques à sa sortie pour ce qui est considéré comme un retour aux sources de Lelouch. Le Quotidien de Paris le qualifie de « petit film bien ficelé », tandis que L'Événement du jeudi note que le réalisateur « exprime le meilleur de son talent » et que Studio écrit que le film est « joué par des acteurs justes et chaleureux, contents d'être là ». La prestation de Jean Yanne est également saluée.
Alors que la fréquentation au cinéma à l'époque de sa sortie marquait une forte baisse en France, le film sort le 3 juin 1987 et parvient à prendre la première place du box-office pour sa première semaine d'exploitation avec plus de 206 000 entrées sur l'ensemble du territoire, dont plus de 88 000 entrées sur Paris. Le métrage garde encore la première place la semaine suivante, mais en subissant une forte baisse avec 105 231 entrées par rapport à son démarrage, qui lui permet toutefois d'atteindre le cumul de 311 000 entrées. Bien qu'il soit délogé la première place en troisième semaine par Les Griffes du cauchemar, Attention bandits  maintiendra jusqu’au milieu du mois d’août et triplera sa première semaine pourtant fragile, grâce à un bouche-à-oreille favorable au film, qui lui permet de finir avec un résultat de 644 413 entrées, résultat honorable en raison du contexte morose de la crise du cinéma au moment de sa sortie.